# Gretton (Gloucestershire)
Pour les articles homonymes, voir Gretton.
Gretton est un village du Gloucestershire, en Angleterre.